# Grzegorz Wieczerzak
Grzegorz Wieczerzak (ur. 18 kwietnia 1966) – polski przedsiębiorca, były prezes PZU Życie. 

## Życiorys
Absolwent Akademii Medycznej w Lublinie, studiował w latach 1984–1992. Ukończył Studium Doradców Podatkowych w Szkole Głównej Handlowej oraz uzyskał dyplom MBA University of Illinois.
Jeden z pierwszych maklerów papierów wartościowych w Polsce (licencja nr 2), pracował w Pierwszym Komercyjnym Banku SA w Lublinie, Banku Pekao, Banku Handlowym w Warszawie. Następnie był wiceprezesem ds. finansowych JTT Computer SA, pracownikiem Societe Generale oraz prezesem biura maklerskiego Societe Generale Securities. Szczytem jego kariery biznesowej było stanowisko prezesa PZU Życie, które objął za rządów AWS – w kwietniu 1998. Był ponadto wiceszefem Stronnictwa Konserwatywno-Ludowego w Małopolsce. Przeciwny sprzedaży PZU konsorcjum Eureko BV i BIG Banku Gdańskiego, wspólnie z prezesem PZU Władysławem Jamrożym próbował doprowadzić do wrogiego przejęcia BIG Banku Gdańskiego przez Deutsche Bank, za co Eureko usiłowało pozbawić go fotela prezesa PZU Życie. Odwołano go dopiero 28 kwietnia 2001 roku, a trzy miesiące później został zatrzymany pod zarzutem działania na szkodę PZU Życie. W sprawie Wieczerzaka pomimo wielu lat procesów nie zapadły rozstrzygnięcia będące karą. Spędził jako tymczasowo aresztowany 32 miesiące.
17 stycznia 2008 został zatrzymany przez policjantów wydziału CBŚ w Białymstoku w związku z – jak podała Komenda Główna Policji – podrzuceniem 500 g narkotyków w 2004 roku. Pod koniec stycznia sąd uchylił areszt, stwierdzając że analiza chemiczna nie stwierdziła obecności narkotyków. Wieczerzak twierdził, że w rzeczywistości jego zatrzymanie miało na celu zabranie dokumentów dotyczących prywatyzacji PZU.